# Championnat de Jamaïque de football 2011-2012
Navigation
Saison précédente Saison suivante
La saison 2011-2012 du Championnat de Jamaïque de football est la trente-huitième édition de la première division en Jamaïque, la National Premier League. Elle rassemble les douze meilleurs clubs du pays au sein d'une poule unique où ils jouent à trois reprises les uns contre les autres. À l’issue de cette phase régulière, les six premiers s’affrontent une nouvelle fois pour le titre tandis que les six derniers se rencontrent pour éviter la relégation.
C'est le club de Portmore United qui remporte le championnat cette saison après avoir terminé en tête du classement final avec un seul point d'avance sur Boys' Town FC et sept sur Waterhouse FC. C'est le cinquième titre de champion de Jamaïque de l'histoire du club.

## Les clubs participants
| - Harbour View FC - Tivoli Gardens FC - Waterhouse FC - Highgate United - Promu de D2 - Montego Bay UFC - Promu de D2 - Arnett Gardens FC | - Portmore United - Humble Lion FC - Boys' Town FC - Village United FC - Reno FC - Sporting Central Academy |

## Compétition
Le barème de points servant à établir le classement se décompose ainsi :
- Victoire : 3 points
- Match nul : 1 point
- Défaite : 0 point

### Classement
| Rang | Équipe                   | Pts | J  | G  | N  | P  | Bp | Bc | Diff |
| ---- | ------------------------ | --- | -- | -- | -- | -- | -- | -- | ---- |
| 1    | Portmore United          | 67  | 38 | 19 | 10 | 9  | 48 | 37 | +11  |
| 2    | Boys' Town FC            | 66  | 38 | 18 | 12 | 8  | 44 | 34 | +10  |
| 3    | Waterhouse FC            | 60  | 38 | 16 | 12 | 10 | 42 | 32 | +10  |
| 4    | Humble Lion FC           | 57  | 38 | 15 | 12 | 11 | 41 | 33 | +8   |
| 5    | Tivoli Gardens FCT       | 56  | 38 | 14 | 14 | 10 | 42 | 33 | +9   |
| 6    | Harbour View             | 53  | 38 | 12 | 17 | 9  | 35 | 31 | +4   |
|      |                          |     |    |    |    |    |    |    |      |
| 7    | Montego Bay UFCP         | 54  | 38 | 14 | 12 | 12 | 48 | 34 | +14  |
| 8    | Arnett Gardens FC        | 53  | 38 | 14 | 11 | 13 | 41 | 39 | +2   |
| 9    | Sporting Central Academy | 43  | 38 | 10 | 13 | 15 | 33 | 48 | -15  |
| 10   | Highgate FCP             | 40  | 38 | 9  | 13 | 16 | 30 | 43 | -13  |
| 11   | Village United FC        | 32  | 38 | 7  | 11 | 20 | 28 | 45 | -17  |
| 12   | Reno FC                  | 28  | 38 | 5  | 13 | 20 | 28 | 51 | -23  |

|  | Qualification pour la CFU Club Championship 2013 |
|  | Relégation directe en deuxième division          |
|  | T : Tenant du titre P : Promu de D2              |

## Bilan de la saison
| Championnat de Jamaïque de football 2011-2012                        |                            |
| Champion                                                             | Portmore United (5e titre) |
| Qualifications continentales                                         |                            |
| CFU Club Championship 2013                                           | Portmore United            |
| CFU Club Championship 2013                                           | Boys' Town FC              |
| Promotions et relégations                                            |                            |
| Promus en Jamaïque League                                            | Cavalier FC                |
| Promus en Jamaïque League                                            | Savannah SC                |
| Relégués en Championnat de Jamaïque de football de deuxième division | Reno FC                    |
| Relégués en Championnat de Jamaïque de football de deuxième division | Village United FC          |